# Lemaria enigma
Lemaria enigma är en insektsart som beskrevs av Medler 1988. Lemaria enigma ingår i släktet Lemaria och familjen Flatidae. Inga underarter finns listade i Catalogue of Life.